# Talking Back to the Night
Talking Back to the Night — третий сольный студийный альбом Стива Уинвуда, изданный 2 августа 1982 года лейблом Island Records. Этот альбом оказался менее успешным, чем предыдущий, но всё же достиг #28 в Billboard 200, а песня "Valerie", изданная отдельным синглом, стала хитом, особенно после записи ремикс-версии 1987 года (достигла #9 в Billboard Hot 100).

## Об альбоме
| Оценки критиков                    | Оценки критиков |
| Источник                           | Оценка          |
| ---------------------------------- | --------------- |
| AllMusic                           | [ 2 ]           |
| Christgau's Record Guide: The '80s | C               |
| Rolling Stone                      | [ 4 ]           |

На этом альбоме Уинвуд сам исполнил партии всех инструментов. Песни написаны Уинвудом и американским композитором Уиллом Дженнингсом. Обложка альбома выполнена британским художником Тони Райтом, ранее создавшим обложки  предыдущего альбома Уинвуда Arc of a Diver и нескольких альбомов группы Traffic.

## Список композиций
Сторона А
1. "Valerie" – 4:05
2. "Big Girls Walk Away" – 3:51
3. "And I Go" – 4:12
4. "While There's a Candle Burning" – 3:08
5. "Still in the Game" – 4:49

Сторона Б
1. "It Was Happiness" – 4:59
2. "Help Me Angel" – 5:05
3. "Talking Back to the Night" – 5:43
4. "There's a River" –  4:40

## Участники записи
- Стив Уинвуд – вокал, Prophet-5, орган Хаммонда, Roland VP-330 Vocoder, Multimoog, Linn LM-1 перкуссия
- Nicole Winwood – бэк-вокал (композиции 2, 5)